# Jeníkov u Duchcova
Jeníkov (deutsch Janegg) ist eine Gemeinde in Tschechien. Sie liegt sechs Kilometer westlich des Stadtzentrums von Teplice und gehört zum Okres Teplice.

## Geographie
Jeníkov befindet sich rechtsseitig des Bouřlivec (Riesenbach) am südlichen Fuß des Erzgebirges im Nordböhmischen Becken. Östlich erhebt sich der Panský kopec (Herrenhübel, 275 m). Nördlich liegt der ehemalige Tagebausee Barbora, der zu Erholungszwecken dient. Bei Jeníkov gabeln sich die Bahnstrecken Teplice-Litvínov und Ústí nad Labem–Chomutov. Die nächstgelegene Bahnstation ist Oldřichov u Duchcova.

### Gemeindegliederung
Die Gemeinde Jeníkov besteht aus den Ortsteilen Jeníkov (Janegg) und Oldřichov (Ullersdorf). Grundsiedlungseinheiten sind Hajniště (Hegeholz), Jeníkov und Oldřichov. Zu Jeníkov gehört außerdem die Ansiedlung Důl Barbora. Das Gemeindegebiet gliedert sich in die Katastralbezirke Hajniště u Duchcova, Jeníkov u Duchcova und Oldřichov u Duchcova. Auf dem Kataster von Jeníkov liegen die erloschenen Dörfer Kocourkov (Katzendorf) und Staré Verneřice (Alt Wernsdorf).

### Nachbarorte
|               | Hrob (Klostergrab)                          | Košťany (Kosten)          |
| Háj (Haan)    | Kompassrose, die auf Nachbargemeinden zeigt | Teplice (Teplitz-Schönau) |
| Duchcov (Dux) |                                             | Lahošť (Loosch)           |

Direkte Nachbarorte sind Hrob und Verneřice im Norden, Oldřichov im Nordosten, Výšina und Hudcov im Osten, Lahošť im Südosten, Křínec und Duchcov im Süden, Nové Sady und Stará Gisela im Südwesten, Háj u Duchcova im Westen sowie Domaslavice und Křižanov im Nordwesten.
Früher befanden sich im Nordwesten die Dörfer Kocourkov (Katzendorf) und Hajniště (Hegeholz), die dem Braunkohlenbergbau geopfert wurden.

## Geschichte

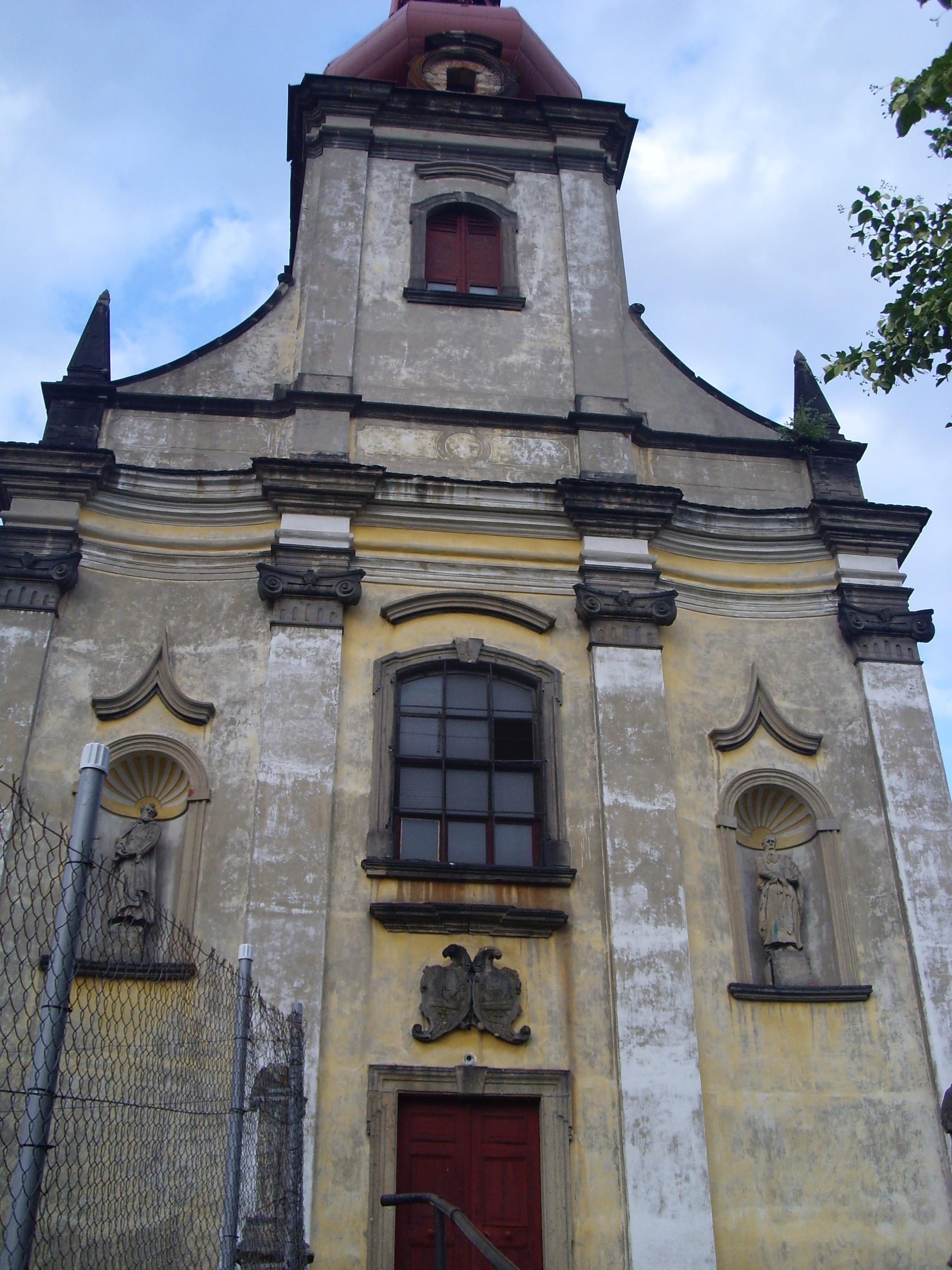
Kirche St. Peter und Paul

Die erste urkundliche Erwähnung des Ortes erfolgte im Jahre 1352. Jeníkov war eines der zur Burgherrschaft Riesenburg gehörigen Dörfer und kam zu Beginn des 15. Jahrhunderts nach der Aufgabe der Burg zur Herrschaft Dux. Seit der Mitte des 17. Jahrhunderts waren die Grafen von Waldstein Besitzer von Jeníkov.
Nach der Aufhebung der Patrimonialherrschaften wurde Janegg/Jeníkov mit den Ortsteilen Alt Wernsdorf/Staré Verneřice, Hegeholz/Hajniště, Holzseiten/Dřevoruby, Katzendorf/Kocourkov, Krinsdorf/Křižanov, Neu Wernsdorf/Nové Verneřice und Ullersdorf/Oldřichov im Jahre 1849 zu einer Gemeinde im Bezirk Töplitz. 1856 kam noch Strahl/Střelné als Ortsteil hinzu. In der zweiten Hälfte des 19. Jahrhunderts wandelte sich durch den Beginn des Braunkohlebergbaus der Charakter des Ortes. 1867 erhielt Ullersdorf einen Eisenbahnanschluss. Bis zum 20. Jahrhundert wurde Janegg zu einer Industriegemeinde. Im Jahre 1930 hatte die Gemeinde Janegg 5321 Einwohner. Die meisten der Bewohner waren Deutschböhmen, im Dorf lebte auch eine tschechische Minderheit. Nach dem Münchner Abkommen erfolgte 1938 die Angliederung an das Deutsche Reich und die Zuordnung zum Landkreis Dux. Nach dem Weggang der Tschechen, welche die deutsche Staatsbürgerschaft nicht annahmen, lebten 1939 in der Gemeinde noch 4612 Menschen. Nach dem Zweiten Weltkrieg wurde die Mehrheit der Deutschböhmen vertrieben. Střelná wurde 1948 nach Košťany umgemeindet. 1961 erfolgte die Auflösung des Okres Duchcov und Jeníkov wurde dem Okres Teplice zugewiesen.
Aus dem Restloch der Grube Barbora entstand ein See von 65 ha Wasserfläche und einer Tiefe von 60 m. An seinen Ufern wurde ein Golfplatz errichtet.

## Sehenswürdigkeiten
- Kirche St. Peter und Paul
- Statue des Hl. Salvator
- Friedhofskapelle St. Anna